# Гетеродонтизм
Гетеродонти́зм (від гетеро… а odús, род. відмінок odontos — зуб) — наявність типових відмінностей у формі, будові і розмірах зубів відповідно їх функціональному призначенню. Наприклад, представники ссавців і синапсид володіють різцями, іклами, кутніми зубами. Присутність гетеродонтних зубів є свідоцтвом деякого ступеня спеціалізації харчування/полювання. Серед завропсидів іноді трапляються випадки гетеродонтизму в деяких форм птерозаврів, ящірок, і динозаврів.